# Câu lạc bộ bóng đá Navibank Sài Gòn
Câu lạc bộ bóng đá Navibank Sài Gòn từng là câu lạc bộ bóng đá có trụ sở tại Thành phố Hồ Chí Minh.

## Lịch sử

### Tiền thân
Tiền thân của đội bóng là Câu lạc bộ bóng đá Quân khu 4, thành lập năm 1998, là một trong những đội bóng bán chuyên nghiệp của Quân đội Nhân dân Việt Nam, có nhiều thành tích thi đấu. Trụ sở chính của câu lạc bộ đó tại thành phố Vinh, Nghệ An.
Ngày 27 tháng 10 năm 2009, Bộ Tư lệnh Quân khu 4 đã quyết định chuyển giao đội bóng cho Ngân hàng thương mại cổ phần Nam Việt(Navibank) do ông bầu Nguyễn Vĩnh Thọ quản lý. Đội bóng sẽ mang tên NaviBank Sài Gòn và tiếp tục thi đấu ở V-League 2010 . Các cầu thủ là quân nhân sẽ quyết định ra quân để khoác áo NaviBank hoặc tiếp tục ở lại trong quân đội, không theo đội bóng mới. Tổng hành dinh của Câu lạc bộ được chuyển từ thành phố Vinh, Nghệ An vào Thành phố Hồ Chí Minh vào tháng 11 năm 2009.

### Thi đấu chuyên nghiệp
Trong mùa giải đầu tiên với tên mới, Navibank Sài Gòn chỉ trụ trạng sau khi giành chiến thắng trong trận play-off với đội đứng nhì Giải hạng nhất. Tuy vậy, do các tiêu chuẩn về chuyên nghiệp hóa các đội bóng sau mùa giải 2010, Navibank Sài Gòn không bị rớt hạng trực tiếp mà được thi đấu play-off với đội đứng thứ 2 Giải hạng nhất là Than Quảng Ninh. Với chiến thắng trong trận đấu tại sân Chi Lăng ngày 5 tháng 9 năm 2010, Navibank Sài Gòn trụ lại V-League.

### Giải thể
Tháng 9 năm 2012 bầu Thọ quyết định bỏ bóng đá không tài trợ nữa. Navibank Sài Gòn tưởng đã đổi phận với việc được công ty Xuân Thủy của nhà bầu Thụy mua về với giá 21 tỷ đồng. Tuy nhiên, công ty Xuân Thủy chỉ mua với mục đích thương mại chứ không đầu tư vào đội. Sau khi CLB Hải Phòng từ chối mua lại, bầu Thụy định đưa Navibank Sài Gòn về Hà Tĩnh nhưng lãnh đạo địa phương này cũng không nhận.
Trong gần hai tháng sau đó, Giám đốc điều hành CLB Sài Gòn Xuân Thành Trần Tiến Đại, người được bầu Thụy giao nhiệm vụ tìm kiếm đối tác chuyển giao đội bóng để sớm đăng ký mùa giải mới với VPF trước ngày 8/12. Navibank Sài Gòn được rao bán rẻ mạt từ 10 xuống 5 tỷ đồng mà chẳng đội nào mua. Liên đoàn bóng đá TP HCM cũng không giữ lại CLB này. Ngày 5 tháng 12, ban lãnh đạo đội Navibank Sài Gòn tuyên bố giải thể câu lạc bộ. Ông Trần Tiến Đại cho biết, Navibank Sài Gòn chính thức giải thể. "Không nơi nào tiếp nhận đội bóng. Vì thế, chúng tôi quyết định giải tán đội bóng. Thật đáng tiếc cho Navibank Sài Gòn nhưng chúng tôi không còn lựa chọn nào khác"

## Thành tích
- Cúp Quốc gia:

Vô địch: 2011

## Thành viên nổi bật

### Vua phá lưới
Cầu thủ đoạt giải Vua phá lưới khi đang chơi cho đội:
- Lazaro de Souza – 2009

## Các huấn luyện viên trong lịch sử
| Các huấn luyện viên trưởng của Navibank Sài Gòn \| - 2009-2010: Vũ Quang Bảo - 2010-2011: Mai Đức Chung[5][6] \| - 2011-2012: Phạm Công Lộc \| |                            |
| - 2009-2010: Vũ Quang Bảo - 2010-2011: Mai Đức Chung                                                                                           | - 2011-2012: Phạm Công Lộc |

## Thành tích tạiV-League
| Chú giải màu sắc | Chú giải màu sắc |
| ---------------- | ---------------- |
| Vô địch          |                  |
| Á quân           |                  |
| Hạng ba          |                  |
| Hạng tư          |                  |
| Thăng hạng       |                  |
| Tranh trụ hạng   | Thắng play-off   |
| Tranh trụ hạng   | Thua play-off    |
| Xuống hạng       |                  |

| Thành tích của Navibank Sài Gòn từ khi V.League được thành lập | Thành tích của Navibank Sài Gòn từ khi V.League được thành lập | Thành tích của Navibank Sài Gòn từ khi V.League được thành lập | Thành tích của Navibank Sài Gòn từ khi V.League được thành lập | Thành tích của Navibank Sài Gòn từ khi V.League được thành lập | Thành tích của Navibank Sài Gòn từ khi V.League được thành lập | Thành tích của Navibank Sài Gòn từ khi V.League được thành lập | Thành tích của Navibank Sài Gòn từ khi V.League được thành lập | Thành tích của Navibank Sài Gòn từ khi V.League được thành lập | Thành tích của Navibank Sài Gòn từ khi V.League được thành lập | Thành tích của Navibank Sài Gòn từ khi V.League được thành lập | Thành tích của Navibank Sài Gòn từ khi V.League được thành lập | Thành tích của Navibank Sài Gòn từ khi V.League được thành lập |
| Năm                                                            | Hạng đấu                                                       | Hạng đấu                                                       | Hạng đấu                                                       | Hạng đấu                                                       | Thành tích                                                     | St                                                             | T                                                              | H                                                              | B                                                              | Bt                                                             | Bb                                                             | Điểm                                                           |
| Năm                                                            | I                                                              | II                                                             | III                                                            | IV                                                             | Thành tích                                                     | St                                                             | T                                                              | H                                                              | B                                                              | Bt                                                             | Bb                                                             | Điểm                                                           |
| -------------------------------------------------------------- | -------------------------------------------------------------- | -------------------------------------------------------------- | -------------------------------------------------------------- | -------------------------------------------------------------- | -------------------------------------------------------------- | -------------------------------------------------------------- | -------------------------------------------------------------- | -------------------------------------------------------------- | -------------------------------------------------------------- | -------------------------------------------------------------- | -------------------------------------------------------------- | -------------------------------------------------------------- |
| 2000–01                                                        | Không rõ                                                       | Không rõ                                                       | Không rõ                                                       | Không rõ                                                       | Không rõ                                                       | Không rõ thành tích cụ thể                                     | Không rõ thành tích cụ thể                                     | Không rõ thành tích cụ thể                                     | Không rõ thành tích cụ thể                                     | Không rõ thành tích cụ thể                                     | Không rõ thành tích cụ thể                                     | Không rõ thành tích cụ thể                                     |
| 2001–02                                                        |                                                                |                                                                |                                                                |                                                                | Thứ 4 bảng A                                                   | 14                                                             | 5                                                              | 4                                                              | 5                                                              | 18                                                             | 14                                                             | 19                                                             |
| 2003                                                           |                                                                |                                                                |                                                                |                                                                | Không rõ                                                       | Không rõ thành tích cụ thể                                     | Không rõ thành tích cụ thể                                     | Không rõ thành tích cụ thể                                     | Không rõ thành tích cụ thể                                     | Không rõ thành tích cụ thể                                     | Không rõ thành tích cụ thể                                     | Không rõ thành tích cụ thể                                     |
| 2004                                                           |                                                                |                                                                |                                                                |                                                                | Không rõ                                                       | Không rõ thành tích cụ thể                                     | Không rõ thành tích cụ thể                                     | Không rõ thành tích cụ thể                                     | Không rõ thành tích cụ thể                                     | Không rõ thành tích cụ thể                                     | Không rõ thành tích cụ thể                                     | Không rõ thành tích cụ thể                                     |
| 2005                                                           |                                                                |                                                                |                                                                |                                                                | Đồng thứ 3                                                     | 14                                                             | 8                                                              | 1                                                              | 5                                                              | 25                                                             | 21                                                             | 25                                                             |
| 2006                                                           |                                                                |                                                                |                                                                |                                                                | Thứ 9                                                          | 26                                                             | 7                                                              | 10                                                             | 9                                                              | 24                                                             | 33                                                             | 31                                                             |
| 2007                                                           |                                                                |                                                                |                                                                |                                                                | Thứ 11                                                         | 26                                                             | 8                                                              | 5                                                              | 13                                                             | 36                                                             | 39                                                             | 29                                                             |
| 2008                                                           |                                                                |                                                                |                                                                |                                                                | Vô địch                                                        | 26                                                             | 16                                                             | 6                                                              | 4                                                              | 51                                                             | 29                                                             | 54                                                             |
| 2009                                                           |                                                                |                                                                |                                                                |                                                                | Thứ 11                                                         | 26                                                             | 10                                                             | 3                                                              | 13                                                             | 35                                                             | 44                                                             | 33                                                             |
| 2010                                                           |                                                                |                                                                |                                                                |                                                                | Thứ 13                                                         | 26                                                             | 4                                                              | 8                                                              | 14                                                             | 21                                                             | 39                                                             | 20                                                             |
| 2011                                                           |                                                                |                                                                |                                                                |                                                                | Thứ 8                                                          | 26                                                             | 9                                                              | 7                                                              | 10                                                             | 36                                                             | 37                                                             | 34                                                             |
| 2012                                                           |                                                                |                                                                |                                                                |                                                                | Thứ 7                                                          | 26                                                             | 8                                                              | 11                                                             | 7                                                              | 32                                                             | 30                                                             | 35                                                             |

## Thành tích tại các Cúp châu Á
| Thành tích của Navibank Sài Gòn tại các giải cấp châu lục | Thành tích của Navibank Sài Gòn tại các giải cấp châu lục | Thành tích của Navibank Sài Gòn tại các giải cấp châu lục | Thành tích của Navibank Sài Gòn tại các giải cấp châu lục | Thành tích của Navibank Sài Gòn tại các giải cấp châu lục | Thành tích của Navibank Sài Gòn tại các giải cấp châu lục | Thành tích của Navibank Sài Gòn tại các giải cấp châu lục | Thành tích của Navibank Sài Gòn tại các giải cấp châu lục | Thành tích của Navibank Sài Gòn tại các giải cấp châu lục | Thành tích của Navibank Sài Gòn tại các giải cấp châu lục | Thành tích của Navibank Sài Gòn tại các giải cấp châu lục |
| Năm                                                       | Thành tích                                                | St                                                        | T                                                         | H                                                         | B                                                         | Bt                                                        | Bb                                                        | Đối thủ                                                   | Sân nhà                                                   | Sân khách                                                 |
| --------------------------------------------------------- | --------------------------------------------------------- | --------------------------------------------------------- | --------------------------------------------------------- | --------------------------------------------------------- | --------------------------------------------------------- | --------------------------------------------------------- | --------------------------------------------------------- | --------------------------------------------------------- | --------------------------------------------------------- | --------------------------------------------------------- |
| AFC Cup                                                   |                                                           |                                                           |                                                           |                                                           |                                                           |                                                           |                                                           |                                                           |                                                           |                                                           |
| 2012                                                      | Thứ 3 bảng H                                              | 6                                                         | 2                                                         | 1                                                         | 3                                                         | 10                                                        | 12                                                        | Arema Ayeyawady United Kelantan                           | 3-1 4-1 1-2                                               | 2-6 0-2 0-0                                               |
| Tổng cộng                                                 | 1 lần tham dự                                             | 6                                                         | 2                                                         | 1                                                         | 3                                                         | 10                                                        | 12                                                        |                                                           |                                                           |                                                           |